# ズヴェニゴロド公 (ズヴェニゴロド・ナ・オケ)
スヴェニゴロド公（ロシア語: Князь Звенигородский）は、カラチェフ公国の分領公国だったズヴェニゴロド公国の君主の称号である（「公」はクニャージからの訳出による）。君主号・公国の名は、その首都だったスヴェニゴロド（ズヴェニゴロド・ナ・オケ）による。

## スヴェニゴロド公の一覧
括弧内は在位年
- ?アンドレイ・チトヴィチ
- アンドレイ・ムスチスラヴィチ（13c末 - 1339年[1]）
- フョードル・アンドレエヴィチ（? - 1377年[1]）
- イヴァン・アンドレエヴィチ（14c後半[1]）
- アレクサンドル・フョードロヴィチ（? - 1408年[1]）
- ロマン・イヴァノヴィチ（? - 1408年[1]）